# جانی مسنر (هنرپیشه)
جانی مسنر (انگلیسی: Johnny Messner؛ زادهٔ ۱۱ آوریل ۱۹۷۰) یک هنرپیشه اهل ایالات متحده آمریکا است. وی از سال ۱۹۹۸ میلادی تاکنون مشغول فعالیت بوده‌است.
از فیلم‌ها یا برنامه‌های تلویزیونی که وی در آن نقش داشته‌است می‌توان به اشک‌های خورشید، آناکونداها: شکار ارکیده خونین، دویدن از ترس، همه ده یارد، شیرین‌ترین چیز، خوب، بد و مرده، یه چیز دیگه، دختری که بوسیدن را اختراع کرد، او مرا می‌خواهد و سلاح بی‌نقص اشاره کرد.